# Straßenbahn Montreal
Die Straßenbahn Montreal (französisch Tramway de Montréal) bezeichnet das städtische Straßenbahnsystem der kanadischen Metropole Montreal, das von 1861 bis 1959 bestand. Es begann im Stadtzentrum von Montreal und wurde später auf die Vororte ausgeweitet. In der ersten Hälfte des 20. Jahrhunderts entwickelte sich das Netz zum wichtigsten öffentlichen Verkehrsmittel der Stadt und erreichte 1933 eine maximale Ausdehnung von 510 Kilometer Netzlänge.
Seit 2007 wird ein neues, modernes Straßenbahnprojekt diskutiert. Eine erste Machbarkeitsstudie im Jahr 2009 schlug eine Linie vor, die das Stadtzentrum mit dem Chemin de la Côte-des-Neiges verbinden sollte.

## Geschichte

### Vorläufer
Bereits 1848 wurde eine erste Omnibuslinie zwischen dem Bonaventure-Bahnhof und der Fährverbindung nach Longueuil eingerichtet – die erste dieser Art in Montreal. Dieses kurze Experiment wurde eingestellt, und erst 1861 errichteten die Eigentümer der Montreal and Lachine Railroad das erste organisierte öffentliche Verkehrssystem: die Montreal City Passenger Railway Company (MCPRC). Die erste Strecke verlief entlang der Rue Notre-Dame von der Rue du Havre bis zur Rue McGill.

### Pferdebahnen

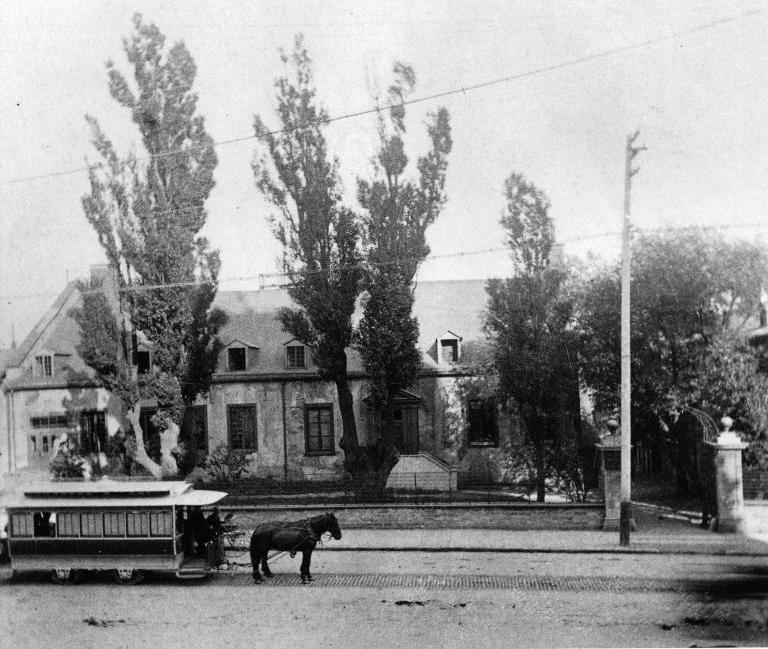
Pferdebahn auf der Rue Notre-Dame, um 1870

Um die schnell wachsende Bevölkerung zu bedienen (1831: 27.000, 1860: 90.000), nahm die MCPRC am 27. November 1861 den Betrieb einer Pferdebahn auf der Rue Notre-Dame (Montreal) zwischen der Rue du Havre und der Rue McGill auf. Die ersten Linien verliefen parallel zum Sankt-Lorenz-Strom entlang der Rue Craig (heute: Rue Saint-Antoine) und der Rue Notre-Dame. 1864 wurde die erste Nord-Süd-Verbindung über den Boulevard Saint-Laurent eingerichtet.
Weniger als 30 Jahre später umfasste das Netz vier größere Ost-West- und zwei kleinere Querverbindungen sowie drei Nord-Süd-Linien. Die meistgenutzte war jene von der Rue Craig nach Saint-Jean-Baptiste. Die Gesellschaft verfügte damals über Pferde, Straßenbahnwagen, Schlitten und Omnibusse. Im Winter ersetzten Schlitten die Fahrzeuge, da die Straßen nicht geräumt wurden.
Die Straßenbahnen – im Volksmund oft „p’tits chars“ genannt – erleichterten nicht nur den innerstädtischen Verkehr, sondern förderten auch die Erschließung neuer Wohnviertel. Der Fahrpreis war jedoch für viele unerschwinglich:  Der Fahrpreis von 5 Cent war für einen Arbeiter, der im Durchschnitt 7,00 $ pro Woche verdiente, eine erhebliche Belastung. 1892 zählten nur 10,6 % der Fahrgäste zur Arbeiterschicht. Im selben Jahr begann die Elektrifizierung, obwohl die 1886 gegründete Nachfolgegesellschaft Montreal Street Railway Company (MSRC) zunächst zögerte.

### Elektrische Straßenbahnen

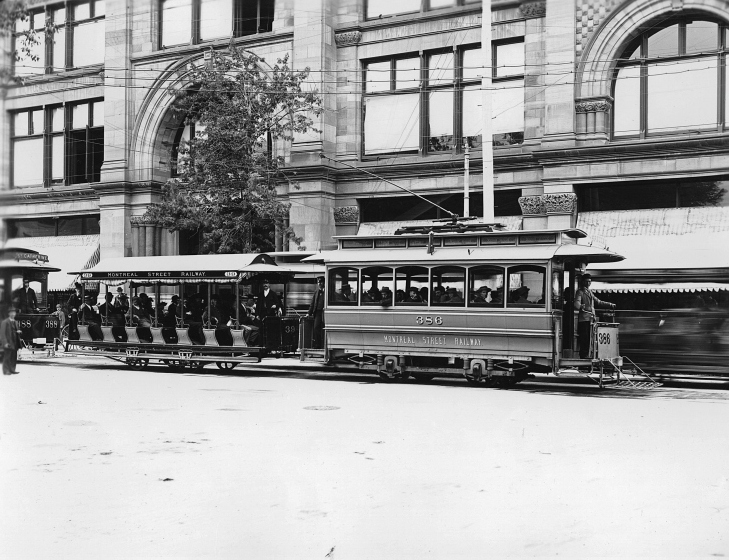
Triebwagen 386 mit offenem Beiwagen, Rue Sainte-Catherine, 1895

Obwohl bereits 1870 der Einsatz von Elektrizität als Antrieb erwogen wurde, nahm erst am 21. September 1892 die MSRC den ersten elektrischen Triebwagen in Betrieb – Fahrzeug Nr. 350, genannt „The Rocket“. Mit der Elektrifizierung entstanden auch neue Schneeräumtechniken: zunächst Kehrbürsten, dann Schneepflüge und schließlich Schneefräsen.
Die Umstellung erfolgte zügig. Schon 1895 wurden die letzten Schlitten ausgemustert. Einige Pferdebahnwagen wurden als Beiwagen bis 1899 genutzt.
Die Stromleitungen zogen bald ein Netz von Drähten über die Straßen, das den Blick auf den Himmel in Rechtecke zerschnitt. Der elektrische Betrieb war schneller und kostengünstiger als der Pferdebetrieb und wurde rasch beliebt: 1892 wurden 11 Millionen Fahrten gezählt, 1905 bereits 50 Millionen und 1914 sogar 107 Millionen.
Die MSRC führte zahlreiche Innovationen ein: die ersten offenen Touristenwagen (1905), die ersten komplett aus Stahl gefertigten Triebwagen in Kanada (1907), sowie die ersten Gelenkwagen (1928). Die bedeutendste Neuerung war wohl das sogenannte „Pay As You Enter“-System (P.A.Y.E.), bei dem der Fahrpreis beim Einsteigen entrichtet wurde.

## Montreal Street Railway

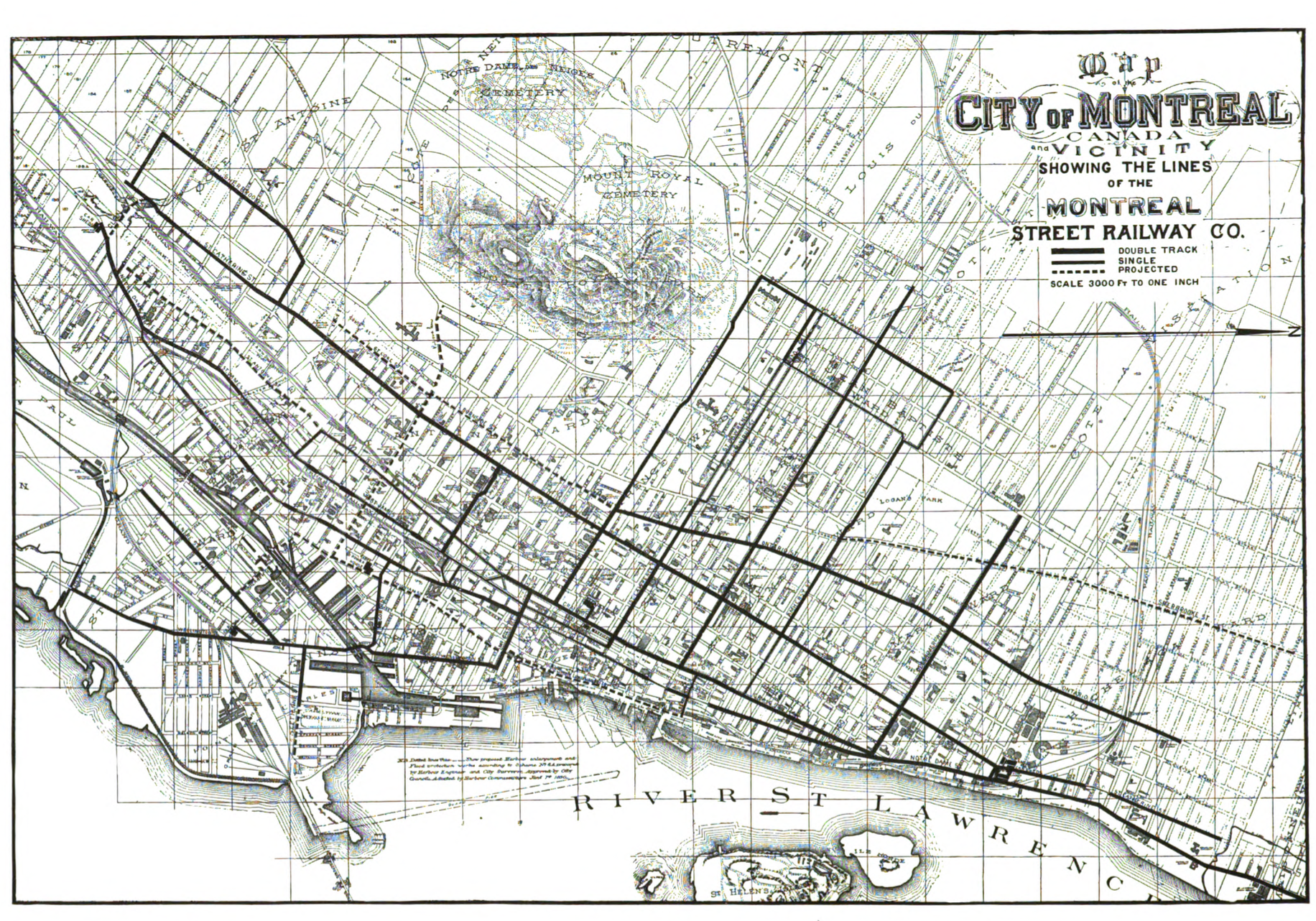
Montreal Street Railway Company, ca. 1894

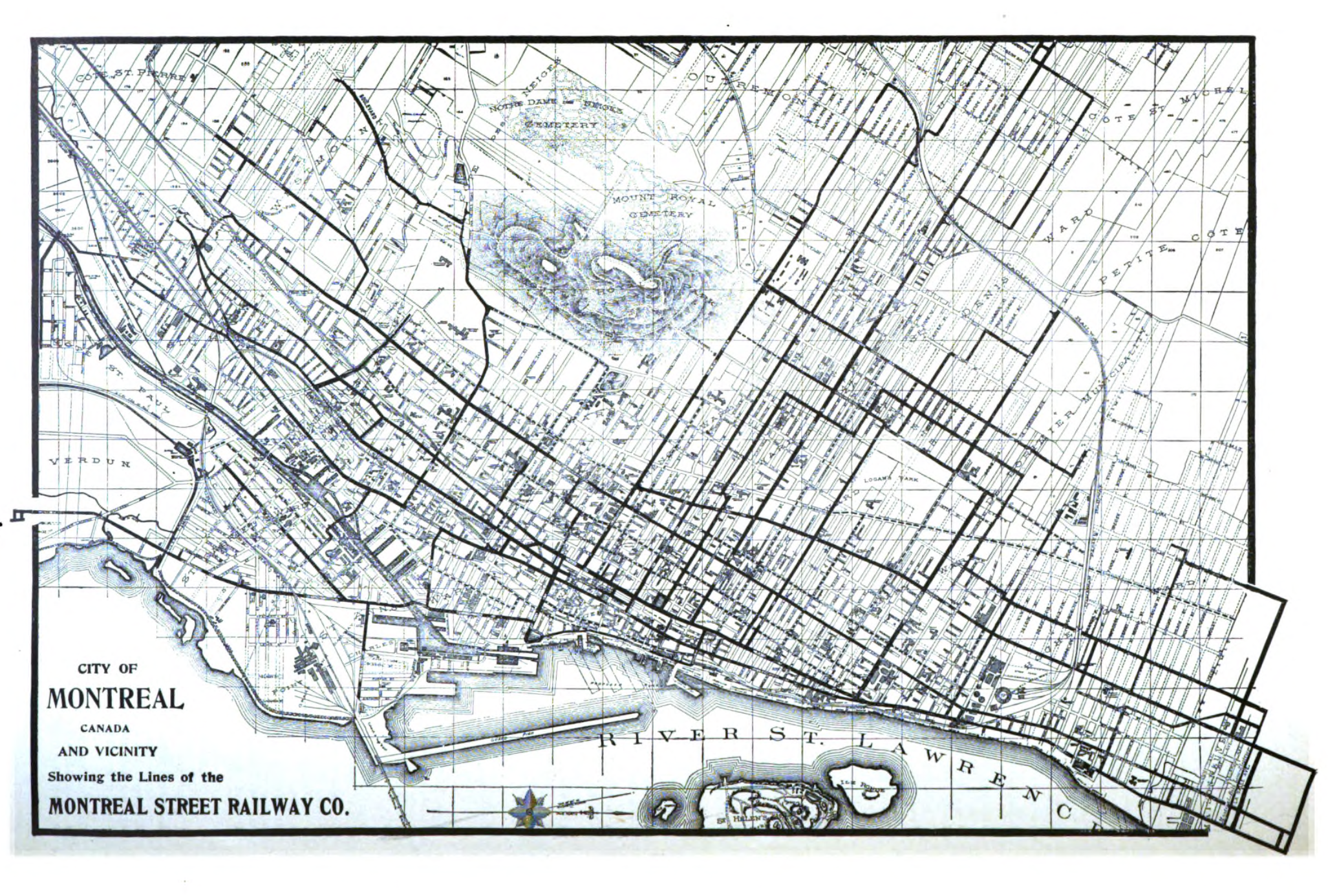
Streckennetz der Montreal Street Railway Company, ca. 1907

Die Pferdebahn wurde 1886 durch die Montreal Street Railway abgelöst. 1892 wurde beschlossen, elektrische Straßenbahnen einzusetzen. Am 21. September desselben Jahres fuhr mit „The Rocket“ die erste elektrische Straßenbahn Montreals. Bis 1894 waren alle Pferdebahnstrecken umgerüstet. Die Gesellschaft war in Nordamerika für ihre Innovationen bekannt, darunter die Einführung des „Pay As You Enter“-Systems (P.A.Y.E.) im Jahr 1905. Zudem wurden vier offene Sightseeing-Wagen gebaut, deren Design an andere Städte weiterverkauft wurde.

## Montreal Park and Island Railway

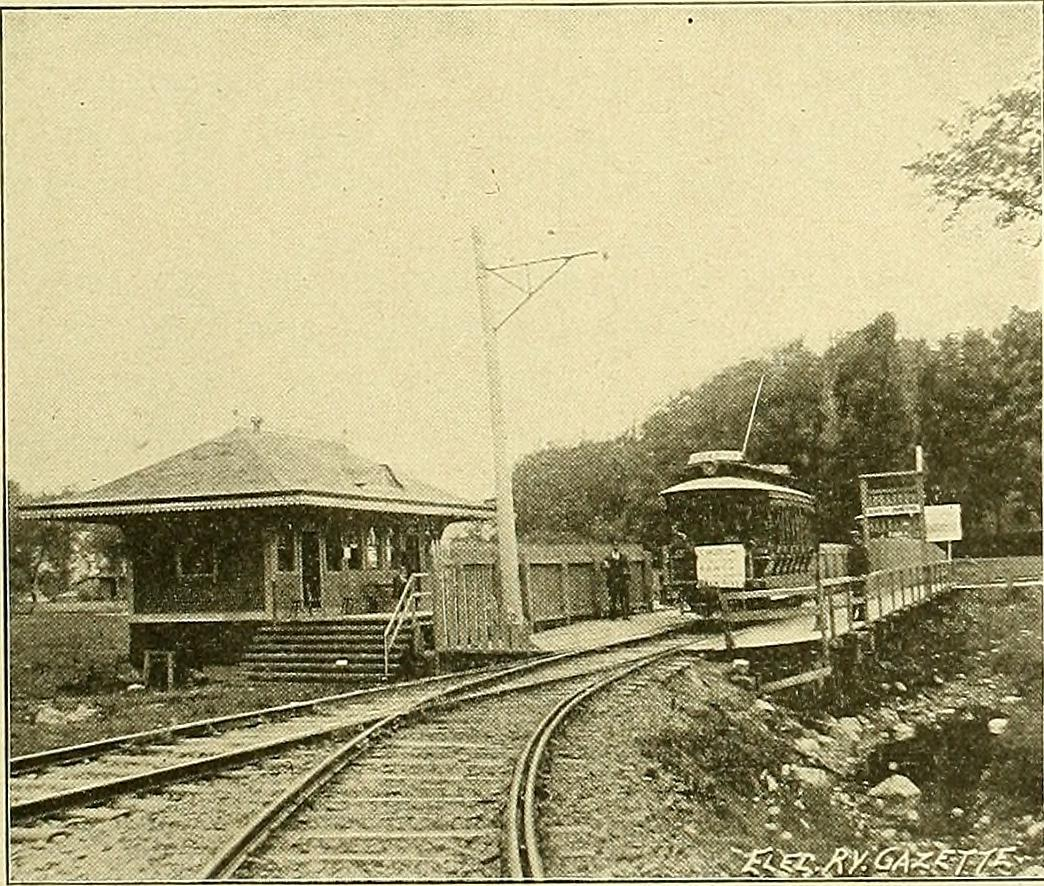
Montreal Park and Island Railway, ca. 1895

Die Montreal Park and Island Railway (MP&IR) wurde 1885 durch die Provinzregierung von Québec gegründet. Sie baute Strecken zu Vororten wie Lachine, Saint-Laurent und Cartierville sowie nach Sault-au-Récollet. 1893 wurde das Unternehmen gegründet, 1911 ging es in der Montreal Tramways Company auf.

## Montreal Tramways Company
1911 wurde die Montreal Tramways Company gegründet, indem die Stadt- und Vorortlinien zusammengelegt wurden. Sie betrieb das System bis zur Übernahme durch die städtische Montreal Transportation Commission 1951.

## Zweiter Weltkrieg

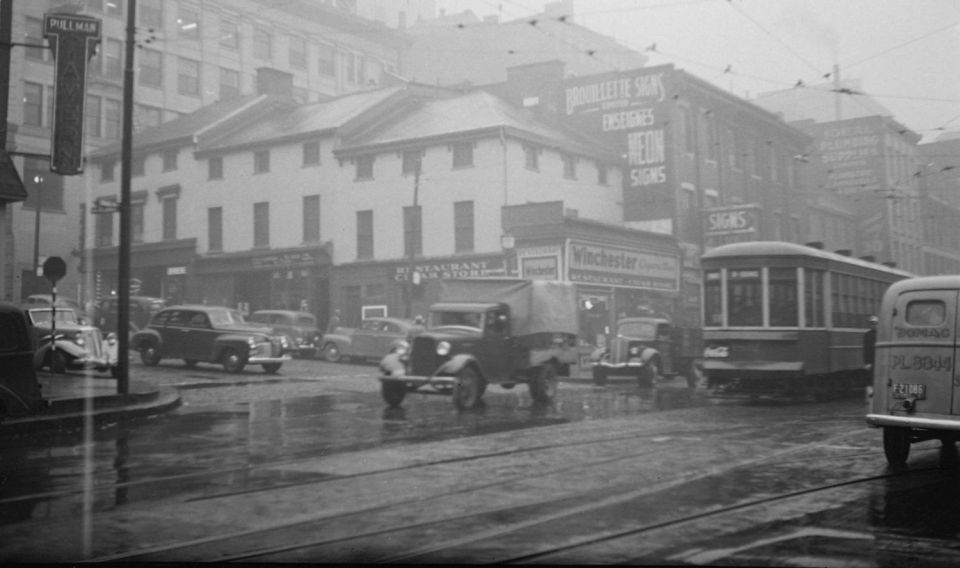
Straßenbahn auf der Craig Street, 1941

Während des Krieges (1939–1945) transportierte das System viele Arbeiter in Rüstungsbetriebe. Aufgrund von Rationierungen stieg auch die Nutzung durch Autobesitzer. Materialmangel führte jedoch zu Wartungsrückständen. Nach dem Krieg war das System sanierungsbedürftig, während der Autoverkehr stark zunahm. Die Konzession endete 1948, Investitionen wurden nicht mehr getätigt.

## Montreal Transportation Commission
1950 wurde die Montreal Transportation Commission gegründet, die 1951 das System übernahm und bis 1959 vollständig auf Busse umstellte. Das innerstädtische Netz wurde zuerst stillgelegt, die letzte Straßenbahn fuhr am 30. August 1959. Von 1959 bis zur Metro-Eröffnung 1966 gab es ausschließlich Busverkehr.

## Fahrzeuge

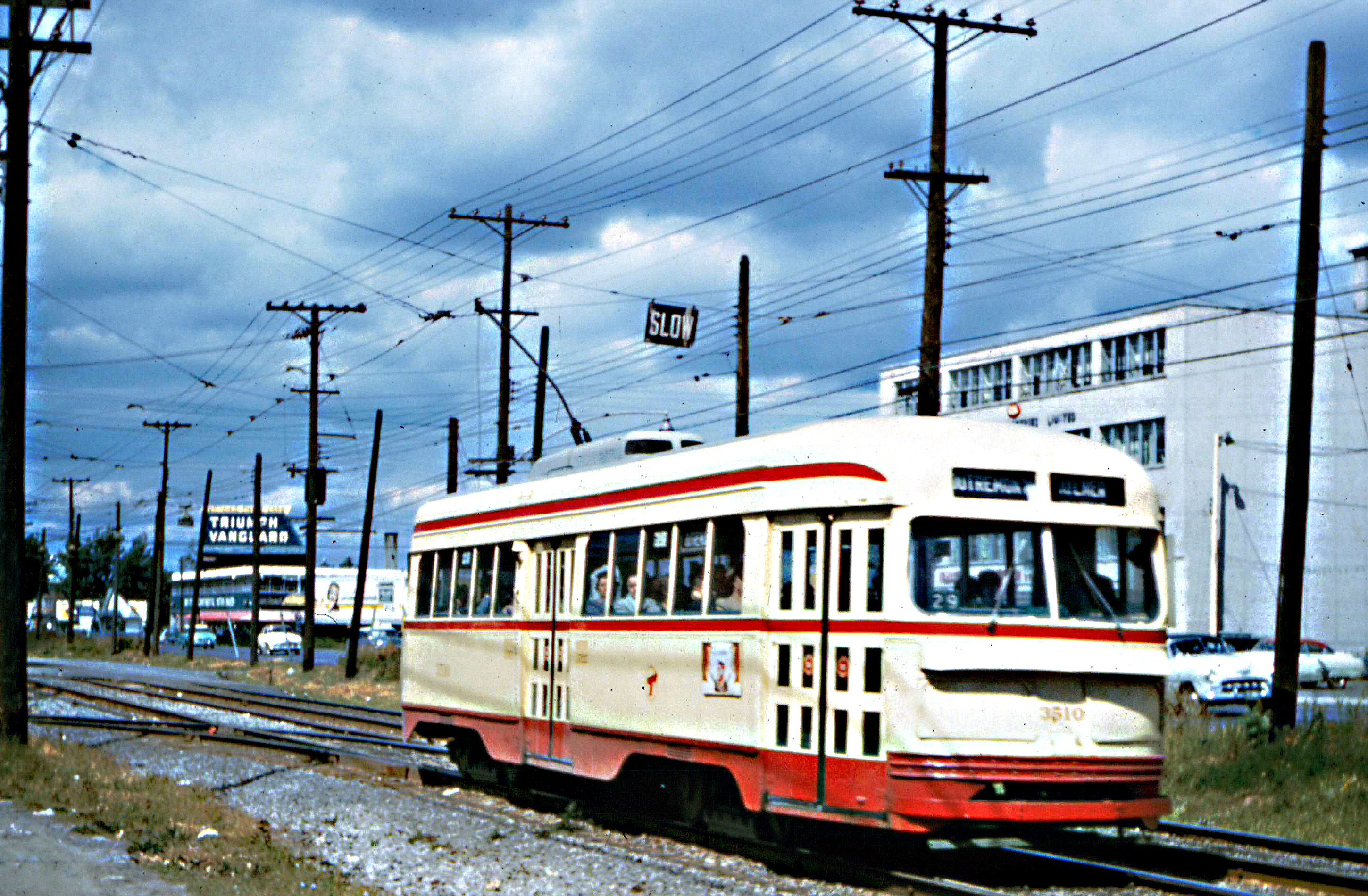
PCC 3510 im Jahr 1958

Die eingesetzten Fahrzeuge entsprachen nordamerikanischen Standards. Einige der eingesetzten Fahrzeuge waren Birney Safety Cars der J. G. Brill Company in Philadelphia. 
Zuletzt waren – ebenfalls amerikatypisch – überwiegend  PCC-Wagen im Einsatz.

### Aussichtswagen

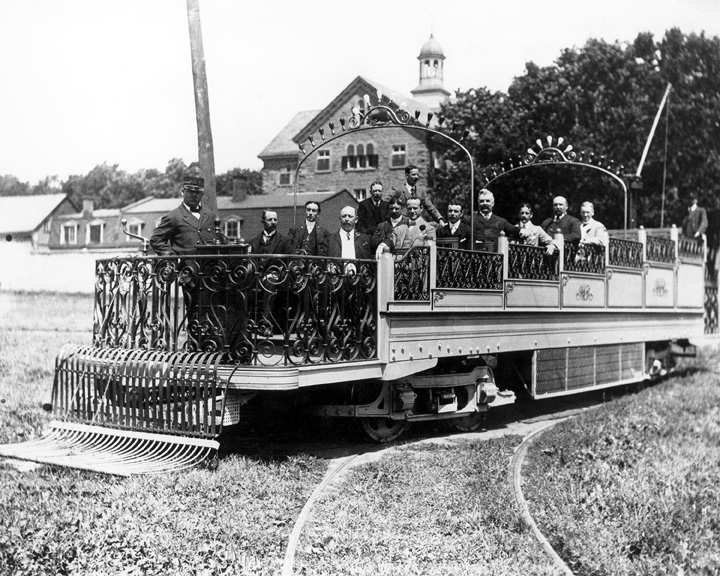
Golden Chariot im Jahr 1905

1905 beschaffte die Montreal Street Railway zwei offene Sightseeing-Wagen mit ansteigender Sitzanordnung („Golden Chariots“). Zwei weitere folgten in den 1920er Jahren. Die Fahrzeuge waren bis 1957 im Einsatz und bei den Fahrgästen beliebt.
Die Fahrzeuge kamen auf Rundkursen um den Mont Royal bei Sonderfahrten zum Einsatz.

### Weitere Sonderfahrzeuge

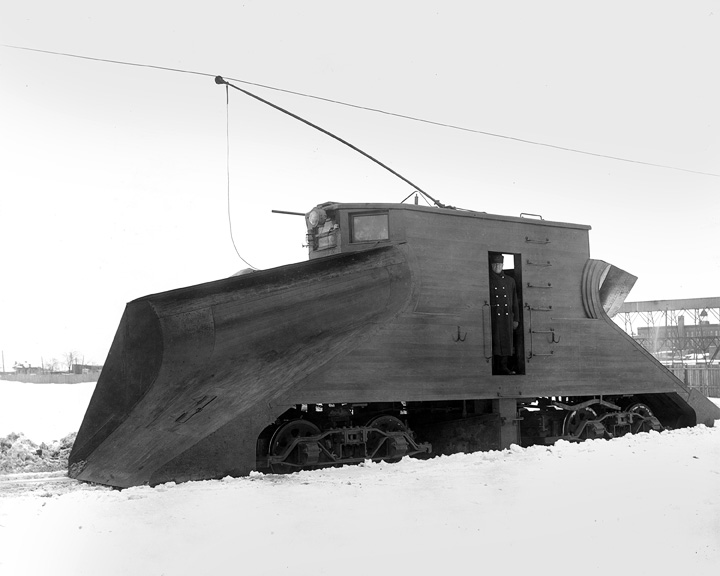
Schneepflug mit ungewöhnlicher Bauform, 1916

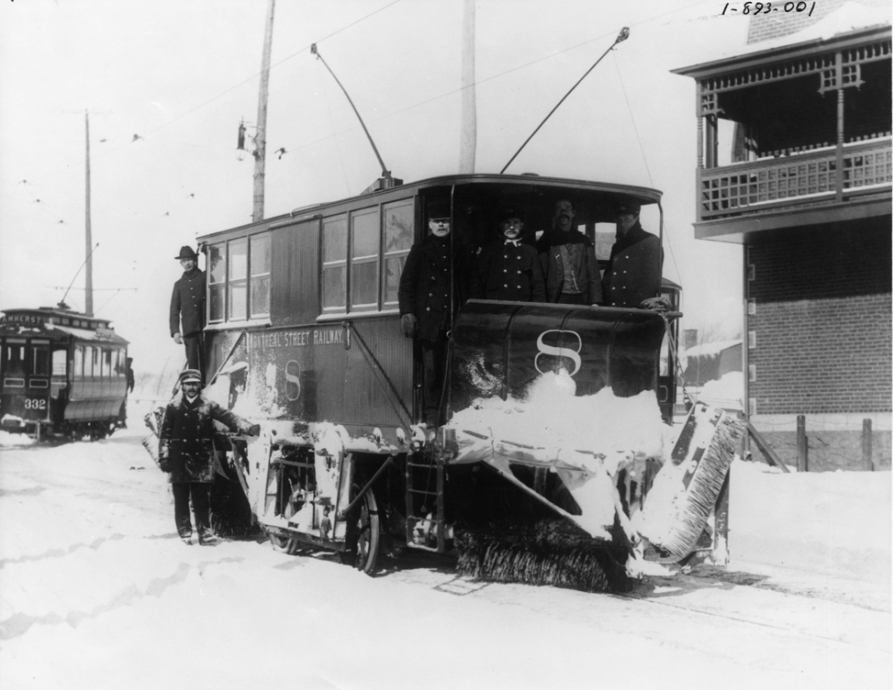
Schneekehre im Einsatz, 1904

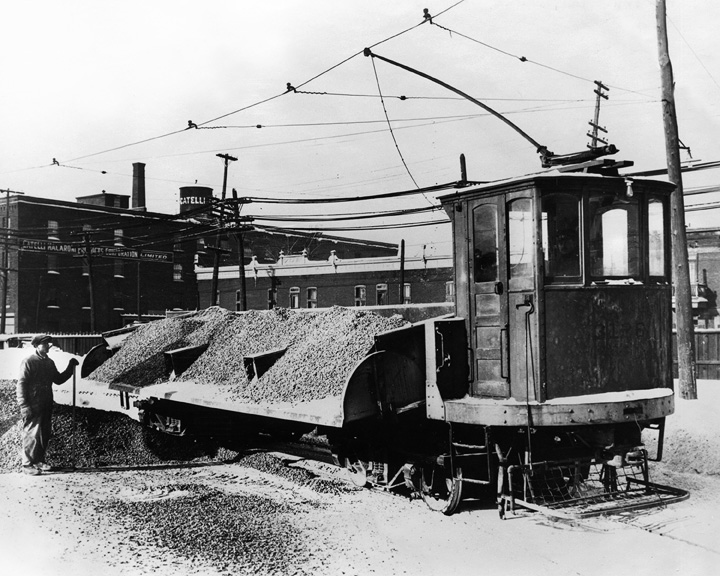
Arbeitstriebwagen für den Kiestransport, 1928

Aufgrund harter Winter mit erheblicher Schneelage beschaffte die Straßenbahn Montreal eine Reihe von Räumfahrzeugen wie Schneepflüge oder Schneekehren. 
Es wurden aber auch andere Sonderfahrzeuge für Arbeitseinsätze beschafft, etwa Kipper für Kiestransport.

### Obusse
Ab 1937 setzte Montreal auch Oberleitungsbusse ein. Aufgrund zunehmender Verkehrsprobleme und fehlender Ersatzteile wurden sie 1966 durch Dieselbusse ersetzt.

## Planungen für ein neues Straßenbahnnetz
Die Errichtung eines modernen Straßenbahnnetzes in Montreal wird seit den frühen 2000er-Jahren untersucht.
2006 schlug Bürgermeister Gérald Tremblay nach einem Besuch in Paris eine Wiederbelebung der Straßenbahn vor.
Konkrete Beachtung fand das Vorhaben im Verkehrsplan von 2007, der den Straßenbahnverkehr als Mittel zur ökologischen und nachhaltigen Revitalisierung des urbanen Raums empfiehlt. Als besonders vorteilhaft gilt der Antrieb durch Wasserkraft, die in der Provinz Québec in Form von hydroelektrischer Energie reichlich verfügbar ist.
Das Projekt steht im Einklang mit den Zielen des städtischen Stadtentwicklungsplans von 2004 sowie dem langfristigen Strategieplan für nachhaltige Entwicklung der Metropolregion.
Der Einsatz sogenannter neuer Straßenbahnen (nouveaux tramways), wie sie bereits erfolgreich in mehreren nordischen Städten wie Oslo  und Helsinki verkehren, gilt als technisch realisierbar und für die klimatischen Bedingungen Montreals geeignet.
Im Jahr 2023 wurden die ersten Planungsaufträge für eine erste neue Straßenbahnlinie vergeben. Das von Geneviève Guilbault, der Verkehrsministerin der Provinz Québec vorgestellte Vorhaben läuft unter der Bezeichnung Projet structurant de l'Est (PSE), zu deutsch Strukturprojekt Osten. Im Jahr 2025 startete die Provinz Québec der Projekt PSE offiziell.

## Erinnerungskultur

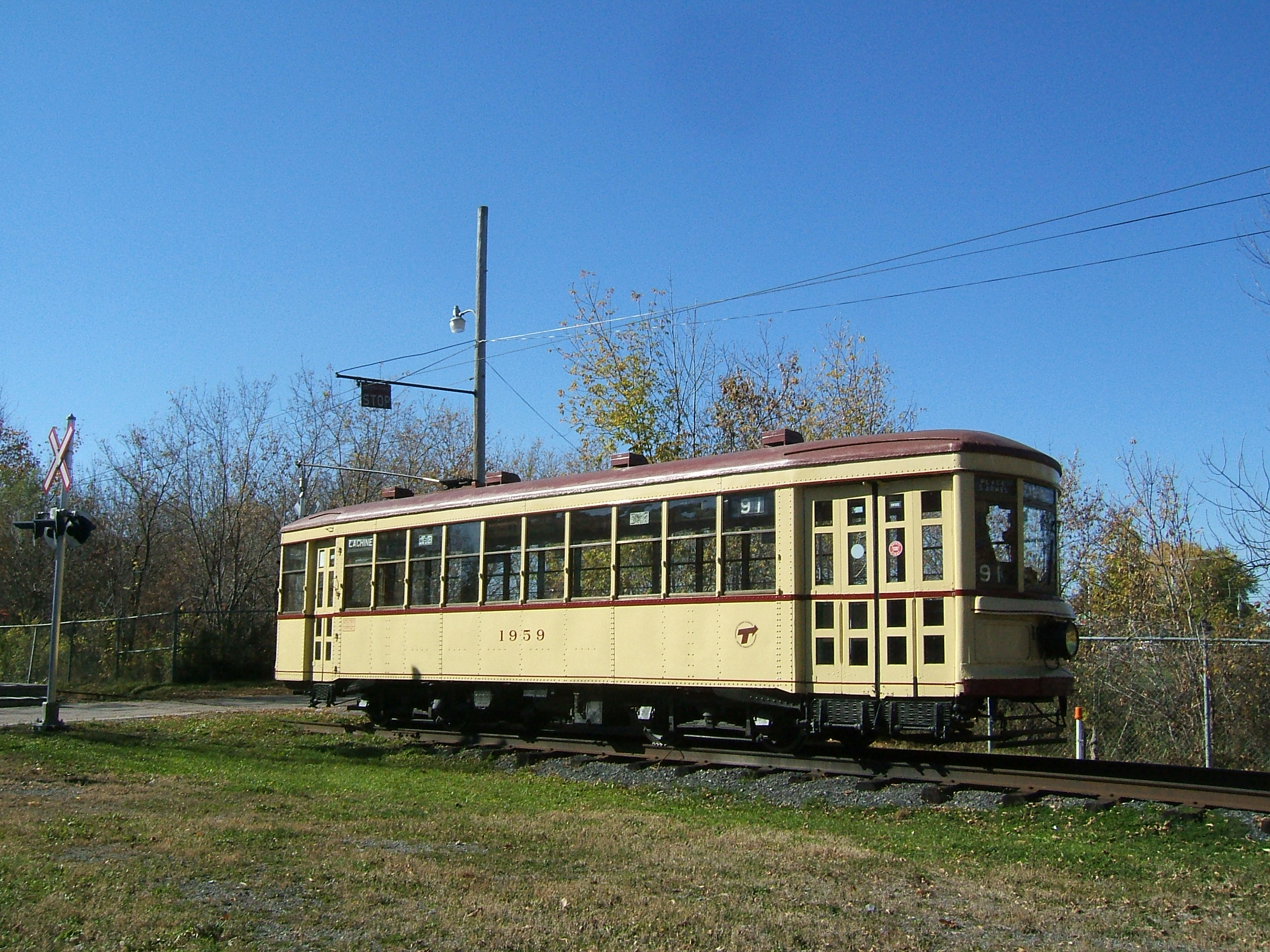
Wagen 1959 auf der Exporail-Vorführstrecke

Zahlreiche Straßenbahnfahrzeuge aus  Montreal sind in kanadischen und US-Museen erhalten. Im kanadischen Eisenbahnmuseum Exporail bei Montreal besteht eine Vorführstrecke, auf der auch ein Fahrzeug aus Montreal fährt. Weiters sind dort zwei Aussichtstriebwagen der Bauart Golden Chariot vorhanden.